# Портянниково
Портянниково (рос. Портянниково) — присілок в Псковському районі Псковської області Російської Федерації.
Населення становить 141 особу. Входить до складу муніципального утворення Писковицька волость.

## Історія
Від 2015 року входить до складу муніципального утворення Писковицька волость.

## Населення
| 2001 | 2002 | 2010 | 2012 |
| ---- | ---- | ---- | ---- |
| 100  | ↘83  | ↗106 | ↗141 |